# Дзонгдеј
Дзонгдеј је административно-територијална јединица Бутана првог степена подређености. Године 1988. дзонгкази су груписани у четири дзонгдеја. Дзонгдеји су подељени на 20 дзонгкага.
| Дзонгдеј      | Адм. центар | Површина км² | Становништво (2005) | Густина нас. стан./км² | Број дзонгкага |
| ------------- | ----------- | ------------ | ------------------- | ---------------------- | -------------- |
| Западни       | Тимбу       | 8345         | 281244              | 33,70                  | 5              |
| Централни     | Дампу       | 11023        | 88855               | 8,06                   | 5              |
| Јужни         | Гелепу      | 8499         | 89720               | 10,56                  | 4              |
| Источни       | Монгар      | 10949        | 175163              | 16,00                  | 6              |
| Бутан, укупно | Тимбу       | 38 816       | 634 982             | 16,36                  | 20             |